# زبلوویتسه
زبلوویتسه (به چکی: Zblovice) یک منطقهٔ مسکونی در جمهوری چک است که در شهرستان زنویمو واقع شده‌است. زبلوویتسه ۴٫۴۹ کیلومتر مربع مساحت و ۴۹ نفر جمعیت دارد و ۴۳۸ متر بالاتر از سطح دریا واقع شده‌است.